# Iassinia
Iassinia (en Ukrainien: Ясіня, en Hongrois : Körösmező, en Tchèque : Jasiňa) est une localité d'Ukraine. Elle fut capitale de l'éphémère République houtsoule. 

## Culture
- Église de l'Ascension de Yasinia église en bois classée.